# Залавас
Залавас (бел. Зулаў, лит. Zalavas, пол. Zułów, в Российской империи Зулов) — деревня в Литве, в Пабрадском старостве Швянчёнского района, входящего в Вильнюсский уезд, на реке Мяра, возле границы с Беларусью, неподалёку от города Швянчёнис. По переписи населения 2001 года, в селе насчитывалось 173 жителя. Известна тем, что там в 1867 году родился Юзеф Пилсудский, будущий восстановитель Польского государства.

## История
Впервые Зулов упоминается в конце XVII века, когда он был владением новогрудского каштеляна Александра Войны-Ясенецкого. Позднее стал собственностью княжеского рода Гедройц, а в XVIII веке был приобретён семьёй Огиньских (потомки Рюриковичей, один из знатнейших родов ВКЛ).
До 1842 года имение Зулов входило в Ошмянский повет.
В начале XIX века Зулов наследуется семьёй Михаловских, одна из представительниц которой, Хелена, получила село в качестве приданого и подарила мужу, Антонию Биллевичу.
В 1861 году  в имении числилось 157 крепостных душ мужского пола (в том числе 2 дворовых) и 34 двора, из которых 32 были издельные и 2 оброчные. Всего удобной земли в имении было 700 десятин (по 4,5 десятины на душу). Величина денежного оброка была по 60 руб. со двора. С некоторых дворов оброк составлял 30 руб. и вдобавок они должны были отбывать сгонных 6 дней, за подводную и шарварочную повинность 1 двор отбывал 30 дней, а другой 15 дней. Натуральные повинности с двора были следующие: 3 тальки, очередной караул, 2 курицы, 10 яиц, 1 гусь, 6 коп грибов. Пригона со двора было по 156 дней для душ мужского и женского пола. Сгона было 6 дней с рабочей души мужского пола.
Впоследствии Антоний Биллевич отдал село в качестве приданого своей дочери Марии, которая в 1863 году вышла замуж за Юзефа Винцента Пилсудского.
В 1882 году село приобретает Михал Огиньский — один из наследников владевшего Зуловым ранее рода. Но вскоре ему пришлось продать свои владения русскому купцу из Риги по имени Клим. Тот перепродал село офицеру русской армии Курносову, семье которого Зулов принадлежал до немецкой оккупации Литвы в 1915 году во время Первой мировой войны.
С 1920 года в составе государства Срединная Литва, которое в 1922 присоединилось к Польше.
В 1934 году союз ветеранов польско-советской войны приобрёл Зулов для польской армии и создал комитет по восстановлению родного дома маршала Пилсудского. Дом был реконструирован и в 1937 году в нём открылся музей.
В 1939 году, после вступления РККА в Польшу, дом был уничтожен (в настоящее время на этом месте установлен мемориальный камень).
Территория Швенчёнского района, включённая осенью 1939 года в состав БССР, была 2 октября 1940 года передана ЛитССР. Тогда же официальным названием села стал Залавас.
С 1990 года — в составе Литовской Республики.

## Население
| 1886                           | 1905 | 1931 | 1959 | 1970 |
| ------------------------------ | ---- | ---- | ---- | ---- |
| 165                            | 262  | 182  | 159  | 178  |
| 1979                           | 1987 | 1989 | 2001 | 2011 |
| 217                            | 188  | 161  | 173  | 140  |
| Гистограмма динамики населения |      |      |      |      |